# Тортю
Торту́га (названная ныне по-французски Тортю́, фр. Île de la Tortue, исп. Isla Tortuga, — «остров-черепаха»; гаит. креол. Latòti) — скалистый остров в Карибском море к северо-востоку от Наветренного пролива.

## Этимология
Название острова произошло от его формы — при взгляде с Эспаньолы он напоминал гигантскую морскую черепаху. В XVII веке остров Тортю (тогда Тортуга) являлся крупным центром пиратства в Карибском море.

## География
Остров отделён узким проливом Тортю (другое название — пролив Тортуги) шириной около восьми километров (четыре морские мили) от северо-западного берега острова Гаити (бывшая Эспаньола). Площадь острова 180 км², входит в Северо-Западный департамент Гаити.

## История
Сначала Тортуга служила убежищем для охотников-буканьеров с Эспаньолы. С 1605 года испанское правительство оставило западную Эспаньолу, но колониальная полиция продолжала нападать на охотников. Гористая и неприступная с севера и с единственной удобной гаванью Бастер на юге, Тортуга служила буканьерам надёжным убежищем. В 1620-е годы охотники построили там небольшой посёлок вблизи гавани, в котором сдавали жильё заезжим торговцам. Позже посёлок разросся за счёт иммигрантов из Старого Света. Охотники с Тортуги стали подрабатывать пиратством, а после того как в конце 20-х годов в этом районе могущество Испании было существенно подорвано голландскими флотилиями, из гавани Тортуги стали совершать регулярные рейды флибустьеры, первым из которых был, согласно Эксквемелину, некто Пьер Ле Гран.
На рубеже 1630 и 1631 годов остров подвергся нападению испанцев из Санто-Доминго, но это не привело к желаемому результату, и пиратские набеги продолжились. С 1631 по 1635 год Тортуга находилась под патронажем лондонской компании острова Провиденс.
В начале 1635 года Тортуга была атакована испанцами. Французские поселенцы на Тортуге запросили помощи у официальных властей Франции, в результате чего в 1640 году на остров был направлен в качестве губернатора гугенот Франсуа Ле Вассёр. Будучи прекрасным военным инженером, Ле Вассёр построил на Тортуге крепость, защищавшую гавань Бастер, после чего оборвал все связи с Францией, и следующие 10 лет Тортуга служила самым настоящим притоном для пиратов и корсаров.
В 1645 году, благодаря крепости, Тортуга отбила нападение испанского флота в составе 5 галеонов с 600 солдатами на борту.
Крепость была устроена на вершине горы, которая нависала над гаванью Бас Тер на юге острова — единственным местом на Тортуге, где могли причалить крупные корабли. Крепость представляла собой каменную площадку в форме квадрата со стороной 20 метров, была вооружена 4 пушками (2 железными и 2 бронзовыми), имела казарму для гарнизона, а также спрятанные в пещере склады с продовольствием и боеприпасами. Попасть в крепость можно было только по втягиваемой в случае необходимости наверх железной лестнице, а также по верёвочной лестнице, которую защищал от вражеского огня обитый железом короб. На вершине горы был ключ с родниковой водой. При необходимости крепость могла укрыть до 400 человек. Крепость до наших дней не сохранилась.
В 1652 году Ле Вассёр был убит, но новый губернатор, шевалье де Фонтенэ, назначенный властями, тоже потворствовал флибустьерам.
В январе 1654 года на остров вновь напали испанцы. Они на короткое время изгнали французов, но укрепиться на острове им не дали англичане, которые в 1655 году атаковали Санто-Доминго (для усиления защиты последнего испанский гарнизон был отозван с Тортуги).
Вплоть до 1665 года Тортуга служила негласной пиратской столицей, и только с приходом губернатора Бертрана д’Ожерона остров вернулся под фактическую юрисдикцию Франции. В то же время д’Ожерон продолжал пользоваться услугами флибустьеров, считая их лучшей защитой острова.
Окончательно флибустьерская база на Тортуге была ликвидирована в 1694 году, когда её жителей эвакуировали на северное побережье Эспаньолы (Гаити).
В наши дни от боевого прошлого Тортуги осталось только несколько разбросанных пушечных стволов.

## Заселение
Французы, основав в своё время колонию на острове Сен-Кристофер и основательно укрепив её, в 1625 году снарядили несколько судов и послали их на запад в поисках новых мест. Вначале они высадились на берегу острова Гаити, но увидев, что он занят испанцами, решили, что лучше всего обосноваться на острове Тортуга. Они расправились с малочисленными испанскими колонистами, которые там жили, и примерно полгода жили спокойной жизнью. Позже они отправились домой и возвратились с новыми поселенцами, решив заложить на острове плантации.
В 1629 году испанцы снарядили несколько кораблей и высадились на Тортуге, чтобы занять её снова. Им не удалось это, поскольку французы сразу же скрылись в лесах, а позже ушли на каноэ в море. У французов было большое преимущество: у них не было ни женщин, ни детей, каждый мог быстро скрыться, найти себе пропитание и легко известить соотечественников о случившемся и тем самым помешать испанцам построить на острове укрепления. Французы выбрали момент, когда почти все испанцы перебрались на Гаити, и возвратились на Тортугу, перебив всех, кто там находился, а затем уничтожили вернувшихся испанцев. Так они снова стали хозяевами острова.
К 1630 году укрепившись на острове, они начали ходить на большую землю на охоту, добывать шкуры; те же, кого не привлекало это занятие, повадились грабить испанские суда; так остров стал домом для пиратов.
В последнюю треть XVII века население Тортуги выросло до 10 тысяч человек: 3 тысяч флибустьеров, 3 тысяч профессиональных или полупрофессиональных буканьеров (которые, живя на Тортуге, продолжали совершать охотничьи экспедиции на северное побережье Гаити), 3–4 тысячи колонистов-крестьян и завербованных для работы на полях иммигрантов.